# Universidade Católica de Lovaina (KU Leuven)

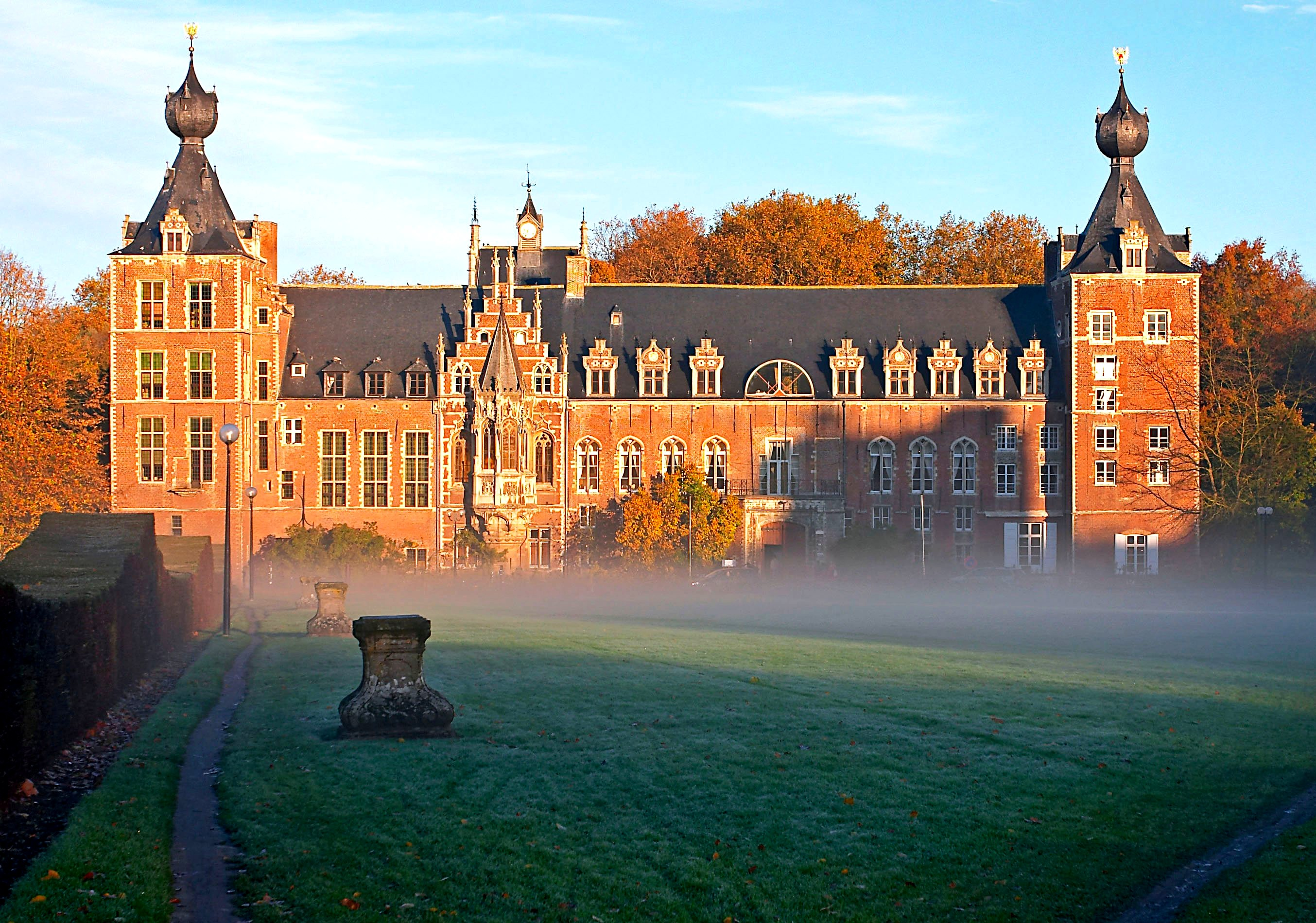
O Castelo de Arenberg é parte da Universidade.

A Universidade Católica de Lovaina (em neerlandês: Katholieke Universiteit Leuven, KU Leuven) é uma universidade belga, localizada na cidade de Lovaina, na região da Flandres. A KU Leuven é, atualmente, a maior universidade da região Países Baixos. A institução foi fundada em 1970 a partir da cisão da Universidade Católica de Lovaina, decorrente da crise de 1968, conhecida como affaire de Louvain. Trata-se de uma universidade majoritariamente de língua neerlandesa. 
A KU Leuven está sempre entre as 100 melhores universidades do mundo, segundo cinco importantes tabelas de classificação. A partir de 2019, ocupa o 48.º lugar globalmente, de acordo com o Times Higher Education; 80.º, segundo o QS World University Rankings; 56.º no US News Global University Rank; 93.º, segundo o Ranking Acadêmico das Universidades do Mundo. Por quatro anos consecutivos, desde 2016, a Thomson Reuters classificou a KU Leuven como a universidade mais inovadora da Europa, com seus pesquisadores registrando mais patentes do que qualquer outra universidade na Europa. Suas patentes também são as mais citadas por acadêmicos externos. Vários de seus programas estão entre os 100 melhores do mundo, de acordo com o QS World University Rankings por Assunto.